# La Porte (Califórnia)
La Porte é uma Região censo-designada localizada no estado americano da Califórnia, no Condado de Plumas.

## Demografia
Segundo o censo americano de 2000, a sua população era de 43 habitantes.

## Geografia
De acordo com o United States Census Bureau tem uma área de 11,6 km², dos quais 11,6 km² cobertos por terra e 0,0 km² cobertos por água. La Porte localiza-se a aproximadamente 1518 m acima do nível do mar.

## Localidades na vizinhança
O diagrama seguinte representa as localidades num raio de 32 km ao redor de La Porte.